# Université de Södertörn
L'Université de Södertörn, en anglais Södertörn University, en suédois Södertörns högskola (abrégé SH), est un collège universitaire suédois public à vocation multidisciplinaire et multiculturelle. 
Il est situé à Flemingsberg, commune d'Huddinge, sur l'île ou péninsule de Södertörn, au sud de Stockholm, en Suède.

## Historique

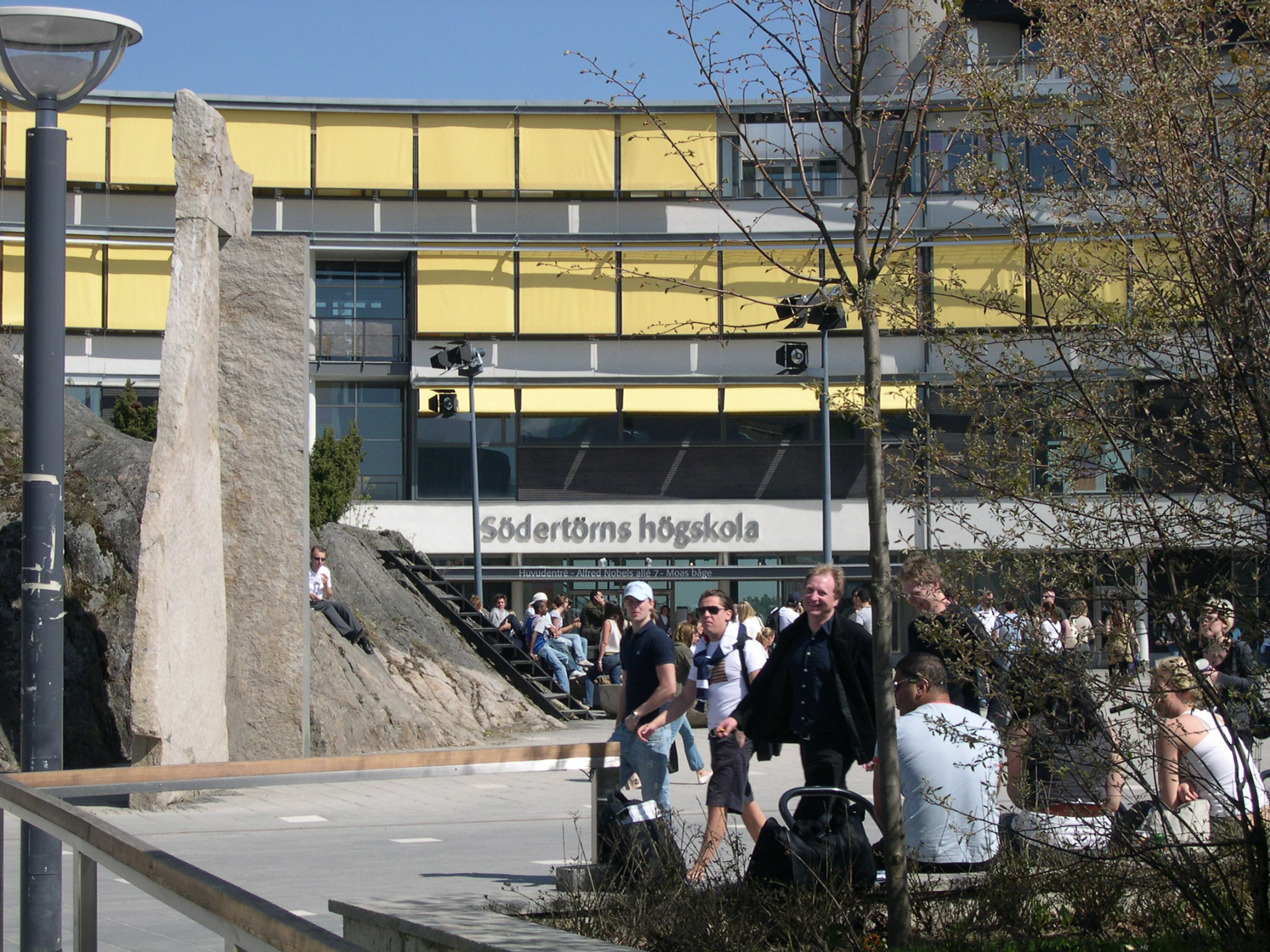
Bâtiment principal de l'université.

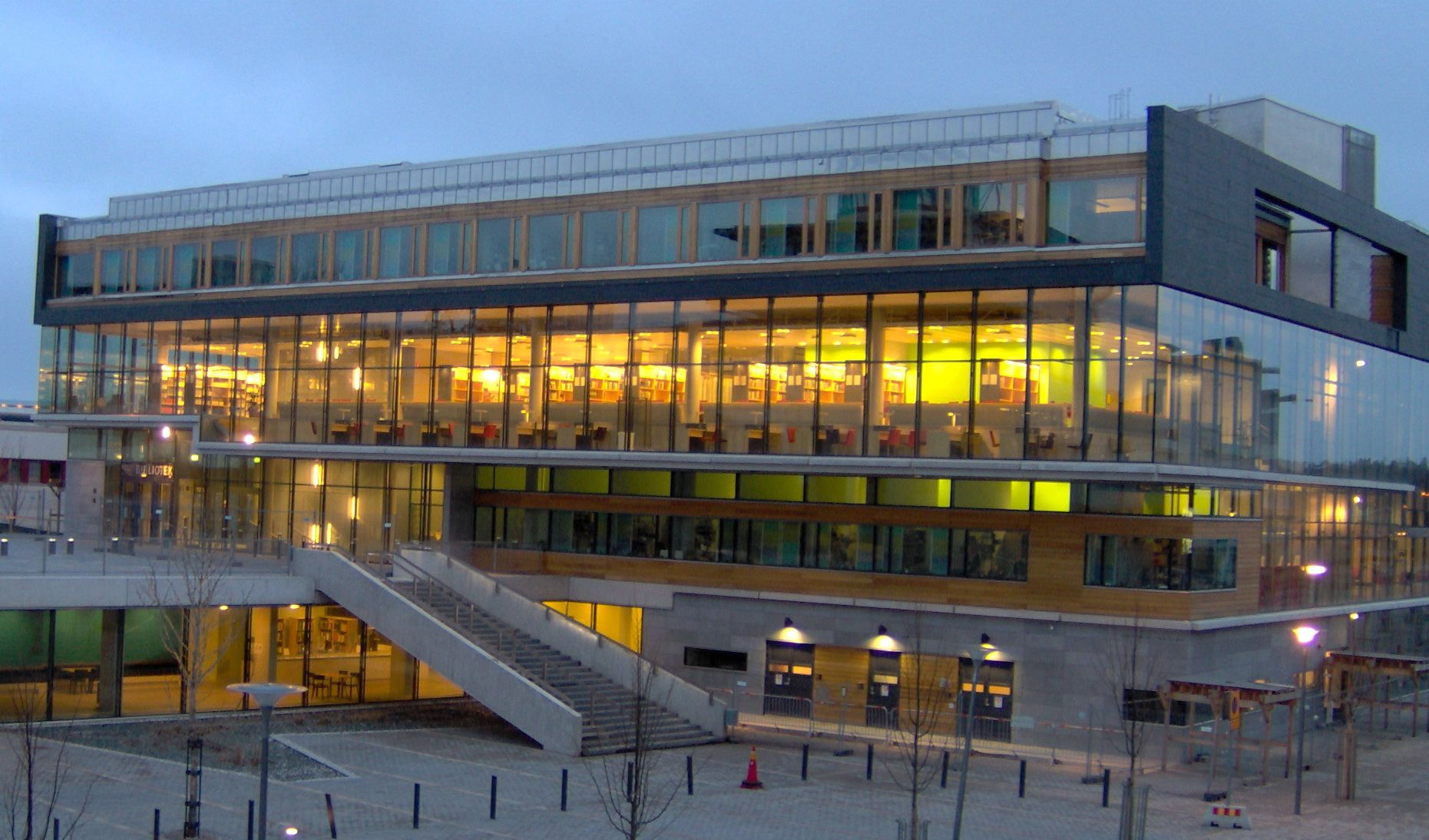
Bibliothèque de l'université.

Inaugurée en 1995, l'université comptait alors environ 1 000 étudiants.
En février 2005, elle comptait 13 130 étudiants inscrits.
En 2008 il y a 12 000 étudiants et 750 permanents.

## Départements
L'université de Södertörn est constituée de quatre facultés :
- Études historiques et contemporaines[3],
- Sciences de la culture et de l'éducation[4],
- Sciences naturelles, technologie et environnement[5],
- Sciences sociales[6].

ainsi que trois écoles, entités transversales :
- École de police
- École normale
- Centre pour les études baltes et Est européennes (CBEES), également centre de recherche.

L'université de Södertörn offre aussi plus de 400 modules de cours que les étudiants peuvent choisir indépendamment de leur cursus.
L'université est autorisée à délivrer des diplômes de licence (bachelor), de master ainsi que des doctorats.

## Instituts de recherche
Les instituts de recherche de l'université de Södertörn sont :
- Centre pour les études baltes et Est européennes (CBEES)[7],
- Académie d'administration publique[8],
- Centre d'études du savoir pratique[9],
- Forum pour la recherche sur l'entrepreneuriat (ENTER)[10],
- Institut d'histoire contemporaine (SHI)[11],
- Centre de Stockholm sur la santé dans les sociétés en transition (SHOHOST)[12],
- Institut de recherche archéologique maritime (MARIS)[13].